# 켐프라텐
켐프라텐–렝기스(독일어: Kempraten-Lenggis)는 스위스 장크트갈렌주의 발크라이스(선거구)인 라퍼스빌-요나 시정촌 내에 있는 마을(Kirchdorf)이다. 갈로로마인의 정착지 켄툼 프라타의 장크트갈렌주에서 가장 중요한 고고학 유적지 중 하나이다. 켄트룸 프라타는 라퍼스빌 및 취리히제 호숫가의 부스키르히에 있는 소위 켐프라트너부히트에 위치해 있다.

## 역사
라퍼스빌-요나 지역의 정착은 최소 5,000년 전으로 거슬러 올라간다. 청동기 시대 마을의 유적지에서 고고학적 유물이 발견되었으며, 111번 연속 유적지의 일부인 라퍼스빌의 제담 지역에 위치한 후르덴(SZ)에 이르는 최초의 목조 다리 (BC 16세기, 2001년 재건)의 유적이 발견되었다. 유네스코 세계 문화 유산 유적지 알프스 주변의 선사시대 말뚝 주거지 중 56채가 스위스에 있다.
고고학 유물의 하이라이트 중에는 신석기 시대 제구벨 유적지와 초기 정착을 나타내는 라텐 문화 시체 매장이 있다. 언어학자들은 헬베티아인들의 정착지인 캄비오라틴(만 언덕)이 켐프라트너부히트라고 불리는 곳에 설립되었는지 여부를 추측하고 있다. 서기 1세기부터 로마의 비쿠스 켄툼 프라타 (100개의 초원)는 속주 경계를 확보하기 위한 중요한 로마 정착지였으며, 둘 다 취리히(라틴어 투리쿰)로 가는 거리 교차로에 있는 무대 도시였다. 빈터투어(Vitudurum), 이르겐하우젠(Irgenhausen Castrum) 및 쿠어(Curia Rhaetorum)에서 로마의 고산 루트까지. 켄툼 프라타는 주변 지역의 경제 중심지이기도 했으며, 그곳에 거주하는 장인, 상인, 뱃사공과 운반업자를 위한 주거 및 상업 지역이었다. 거대한 석조 건물, 골조 및 단순한 목조 주택을 포함하여 남북으로 약 300m, 서쪽에서 동쪽으로 20m를 측정했다. 켐프라텐의 취리히 호수 만에는 로마 거리, 라퍼스빌에서 후르덴까지의 호수 다리 및 취리히제 - 오버제 - 린트 - 발렌제 수로에서 운송된 상품을 위한 로마 환적 항구가 있었다. 라퍼스빌의 아인지들러하우스(Einsiedlerhaus)라고 불리는 이곳에서 우페나우섬의 갈로로마인 성역으로 가는 보트 루트가 있었을 것이다. 401년(488년)경 알라만 제국의 침입과 로마 행정부의 이탈리아 철수 이후, 갈로로마인들은 아마도 기독교화된 인구가 여전히 그곳에 살고 있었을 것이다.
741년과 744년에 장크트갈렌 수도원의 기록보관소에 있는 문서에서는 마을을 Centoprato로 설명하고, 863년에는 라틴어 이름 켄툼 프라타에서 영감을 받은 Centiprata로 다른 문서를 작성했다. 9세기 문서에 따르면 켐프라텐은 순교자 알렉산더(테베인 레기온의 전설)의 유물이 있는 유명한 순례지였다. 약 847개의 전설에 따르면 켄티브루토(Kentibruto)의 사제가 있는 순례 대성당은 885년경에 지어진 성 우르술라 예배당으로 추정된다. 13세기 초에 켐프라텐은 라퍼스빌 백작에 의해 헤르샤프트 라퍼스빌의 일부였다. 1253년에는 이전 교구 교회인 부스키르히의 일부였다. 오늘날 이 오래된 기독교 공동체는 가톨릭 교구인 라퍼스빌-요나에 속해 있다. 그의 연대기에서 Aegidius Tschudi(그는 또한 요나 근처에 있는 로마 비문이 있는 돌을 언급함)에서 1443년(구 취리히 전쟁)에 라퍼스빌에 대항하여 싸우는 구스위스 연방의 우리주, 추크주, 및 글라루스주의 뤼티 수도원에 거리. 1803년부터 켐프라텐은 이전 시정촌 요나의 일부였다. 2007년 1월 1일 라퍼스빌과 요나의 이전 지방 자치 단체가 합병하여 새로운 정치 단체를 형성했다. 라퍼스빌-요나 수도 장크트갈렌 다음으로 주에서 두 번째로 큰 도시가 되었다.

## 지리
켐프라텐-렝기스는 2006년에 라퍼스빌과 합병하여 라퍼스빌-요나 타운으로 통합된 요나의 이전 독립 시정촌의 마을이었다. 취리히 호수(독일어: 취리히제)의 오른쪽(북동쪽) 해안에 있으며, 문자 그대로 ‘켐프라텐 만’이라고 불리는 소위 켐프라트너부흐트(Kempratnerbucht)에 있는 라퍼스빌 북쪽에 있다. 동쪽 호숫가에 있는 이 자연적인 움푹 들어간 곳은 펠트바흐, 홈브레히티콘 사이에 있다. 약 3km(길이의 라퍼스빌. 그 위치로 인해 이 지역은 로마 이전 시대에 이미 사람이 거주했으며 한때 천연 항구로 사용되었다. 동쪽으로 켐프라텐은 각각 라퍼스빌의 린덴호프 언덕과 접해 있다. 마을의 이 지역을 켐프라텐이라고 한다.
동쪽에 위치한 렝기스는 주거 지역이 빠르게 성장하고 있으며, 취리히주에 위치한 펠트바흐뿐만 아니라 부비콘과 뤼티의 이웃한 시정촌과 접해 있는 긴 언덕 경사면이다.

## 국가중요문화재
비쿠스 켄툼 프라타의 유적지역, 역사적인 호수 횡단 및 신석기 시대 정착지 제구벨은 국가 중요 A 등급 대상으로서 국가 및 지역적으로 중요한 문화재의 스위스 목록에 등재되어 있다.

## 교통
켐프라텐역은 취리히 S-반의 S7 노선 정류장이다. 취리히 중앙역에서 차로 36분, 라퍼스빌역에서 3분 거리에 있다.